# Schloss Schellenstein

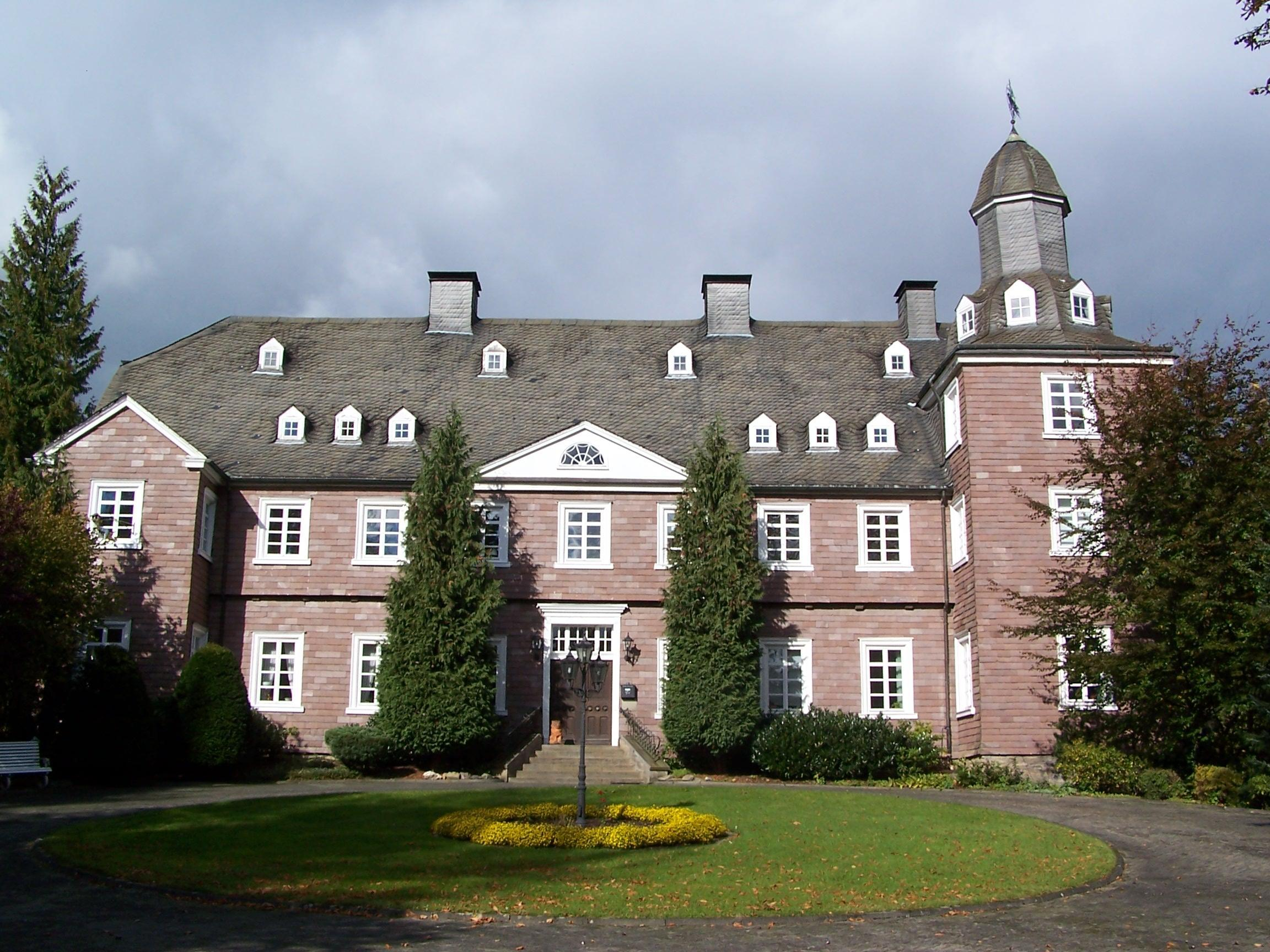
Schloss Schellenstein

Schloss Schellenstein befindet sich in der Stadt Olsberg im Ortsteil Bigge, im Hochsauerlandkreis (Nordrhein-Westfalen).

## Geschichte
Das wahrscheinlich 1183 erbaute Schloss Schellenstein wurde 1270 erstmals urkundlich erwähnt. Erster Besitzer des Schlosses war vermutlich Gerardus de Bigge. Ende des 15. Jahrhunderts ging das Schloss in den Besitz der Familie Wrede zum Schellenstein über. 1664 heiratete Otto Friedrich von Padberg Anna Eva Maria de Wrede.
Das Schloss blieb seit diesem Datum bis Anfang des 18. Jahrhunderts im Besitz derer von Padberg. Diese veräußerten den Besitz dann an Jobst Edmund von Brabeck. 1838 kaufte Freiherr Franz Wilhelm von Wendt-Papenhausen zu Gevelinghausen das Schloss von Andreas Graf zu Stolberg, dem Ehemann der bereits verstorbenen Philippine Sophie Maria von Brabeck.
Im Jahr 1904 gründet Pfarrer Heinrich Sommer auf Schloss Schellenstein die Josefs-Gesellschaft.
1965 erwarb die Gemeinde Bigge das Schloss von Karl-Josef von Wendt-Papenhausen zu Gevelinghausen. 13 Jahre später verkaufte sie es an Karl Ames aus Rösenbeck. Nach Renovierungsarbeiten wurde das Schloss erneut verkauft, zunächst an eine GbR und danach an einen Immobilienmakler. Dieser veräußerte das Gebäude an mehrere Eigentümer.

## Bildergalerie

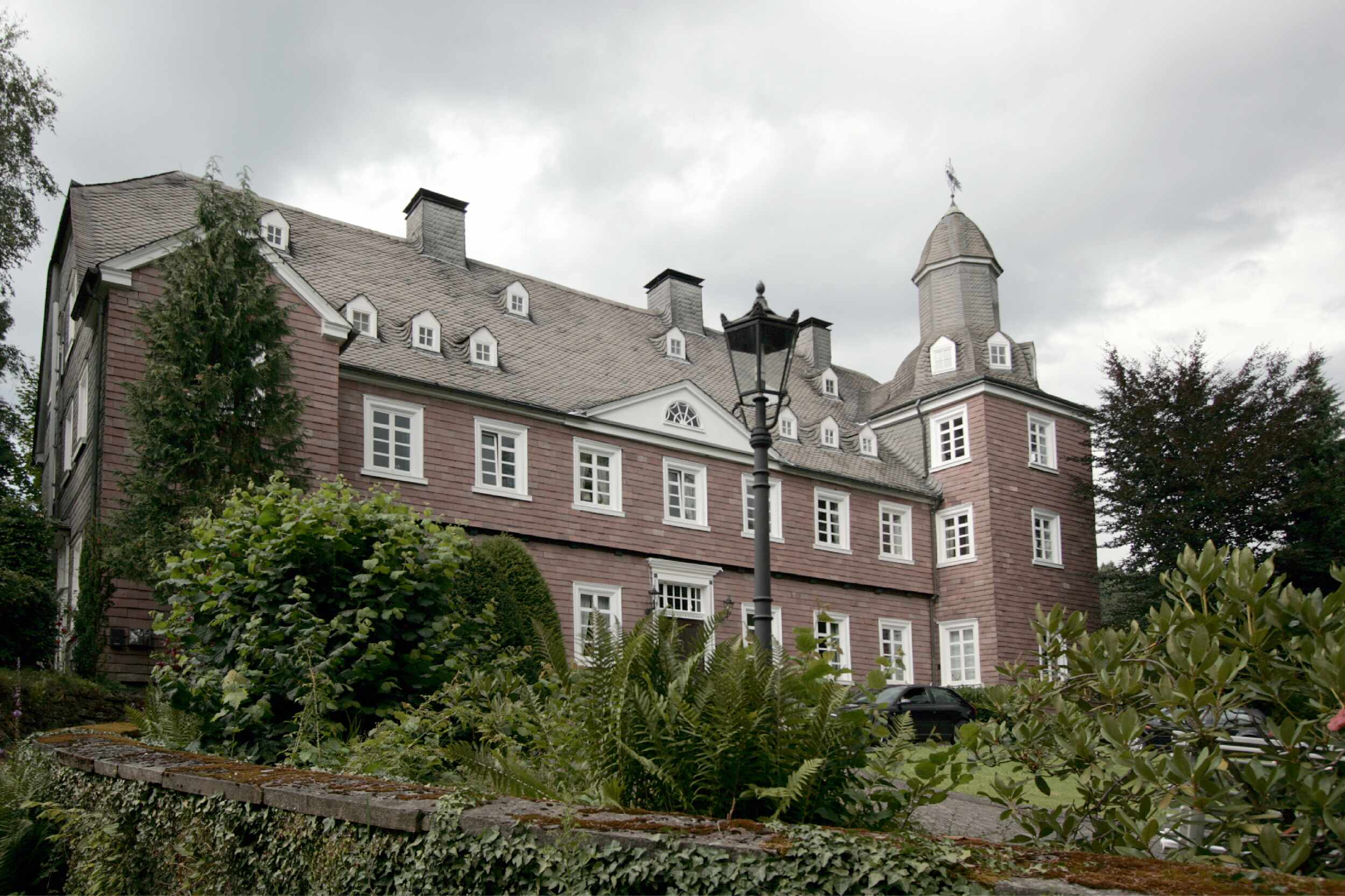
Seitenansicht
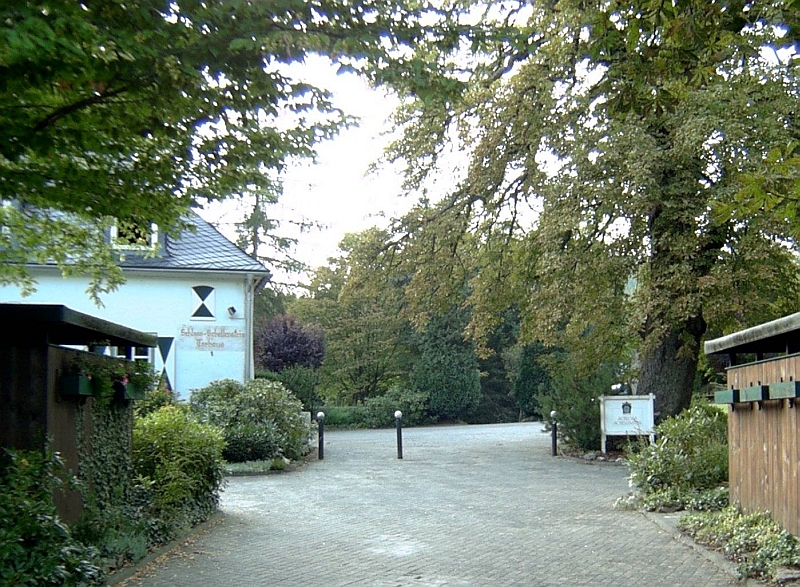
Einfahrt zum Schloss
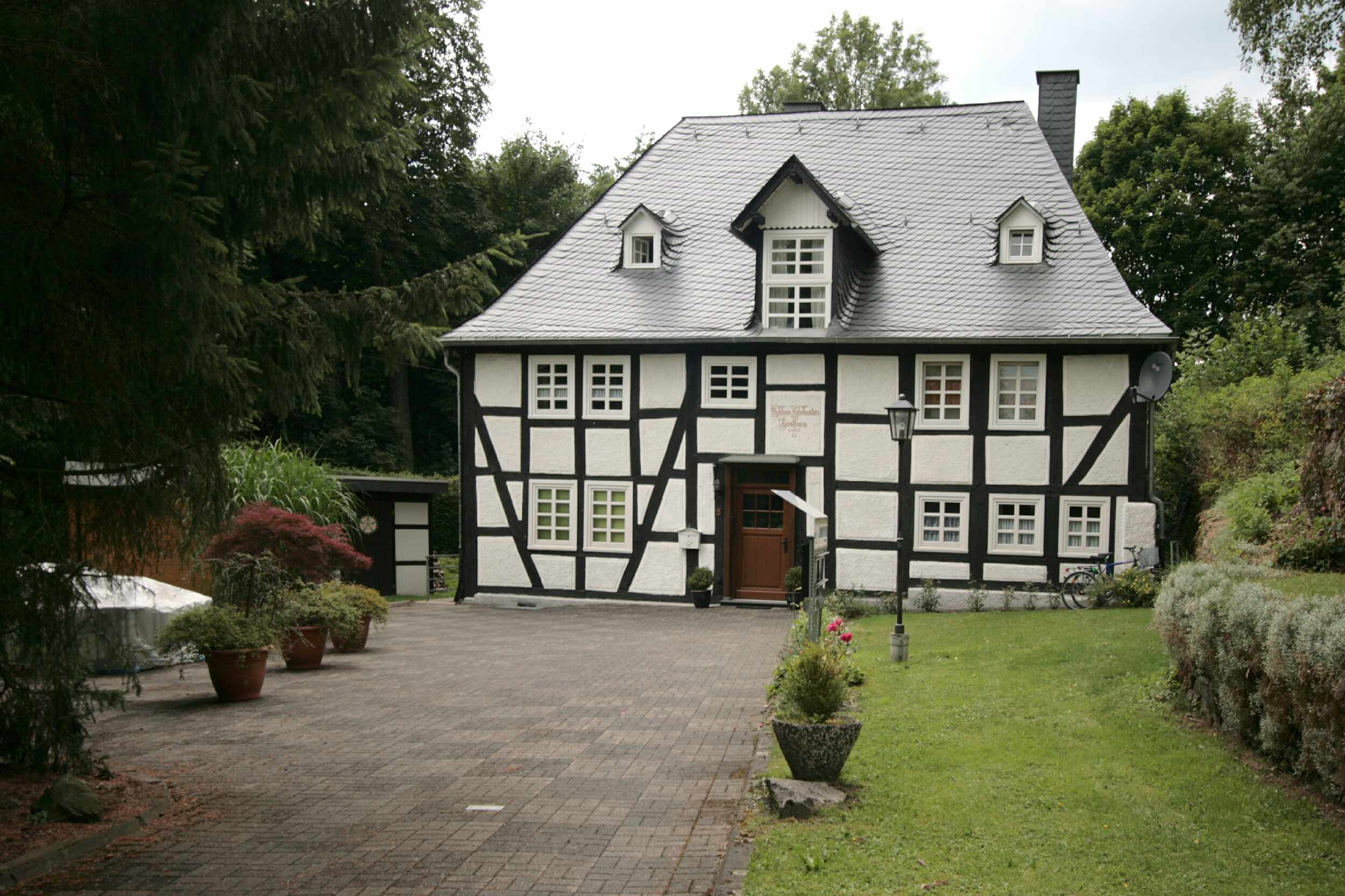
Forsthaus am Schloss
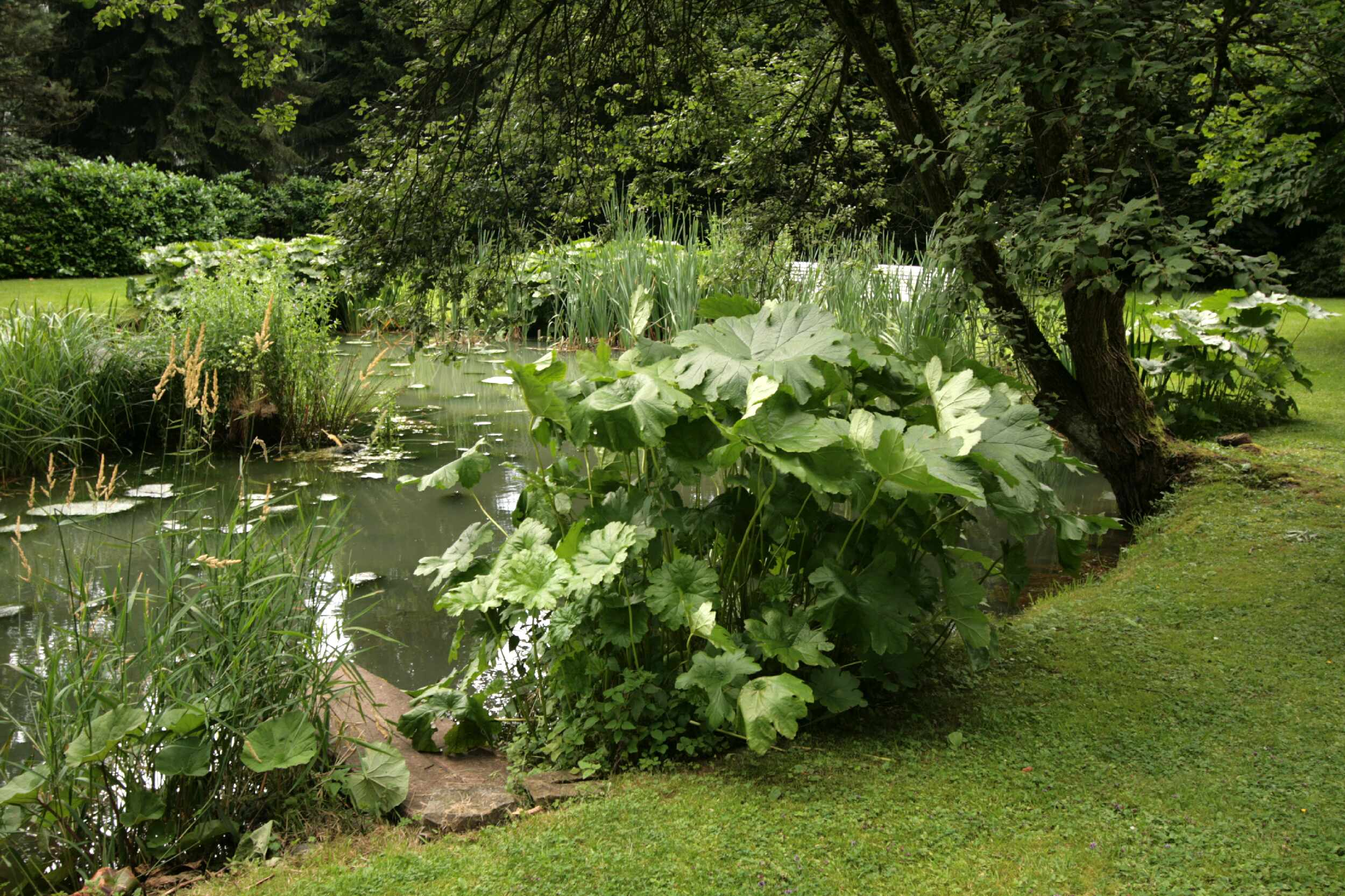
Schlossgarten
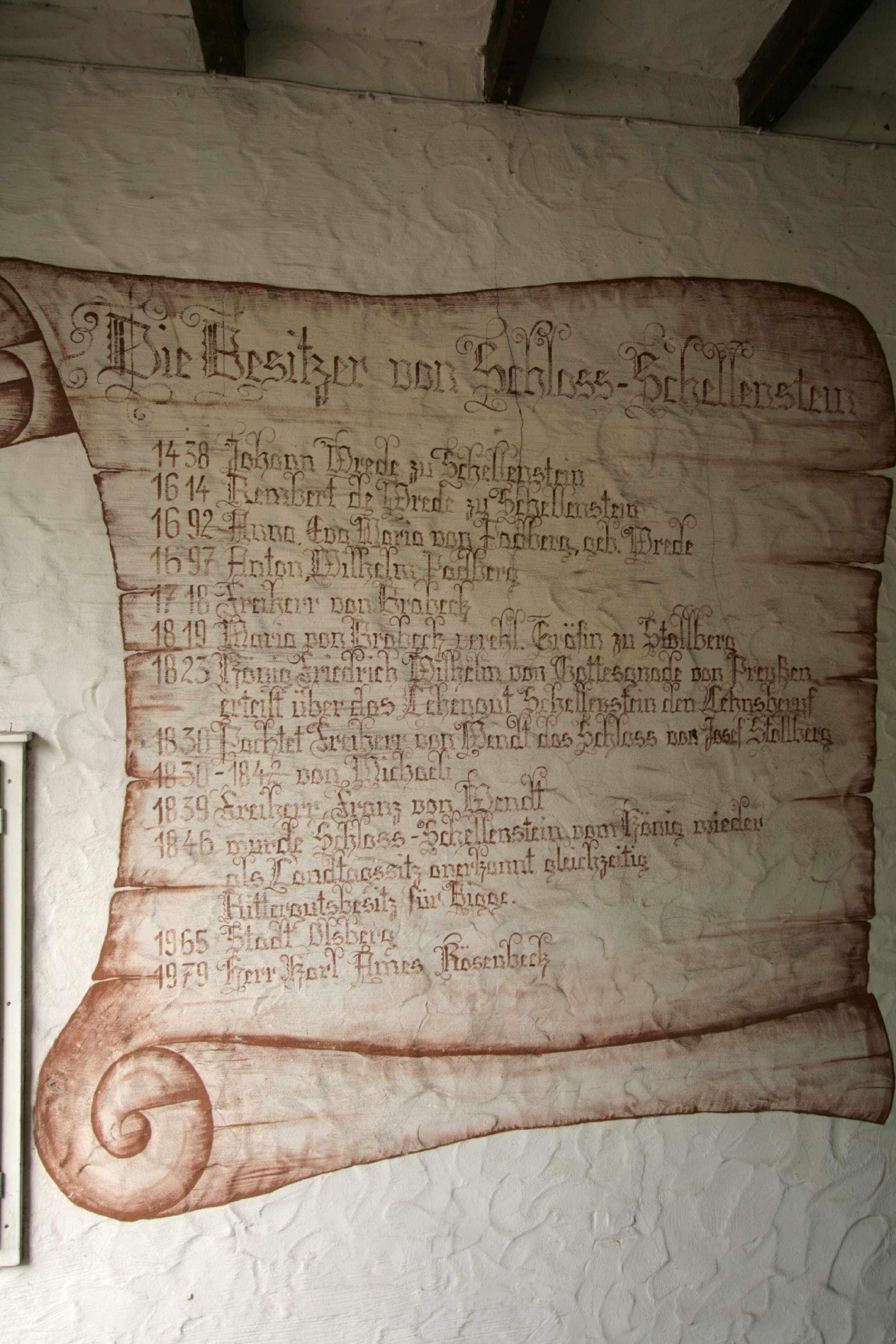
Schlossbesitzer seit 1438